# Música yoruba

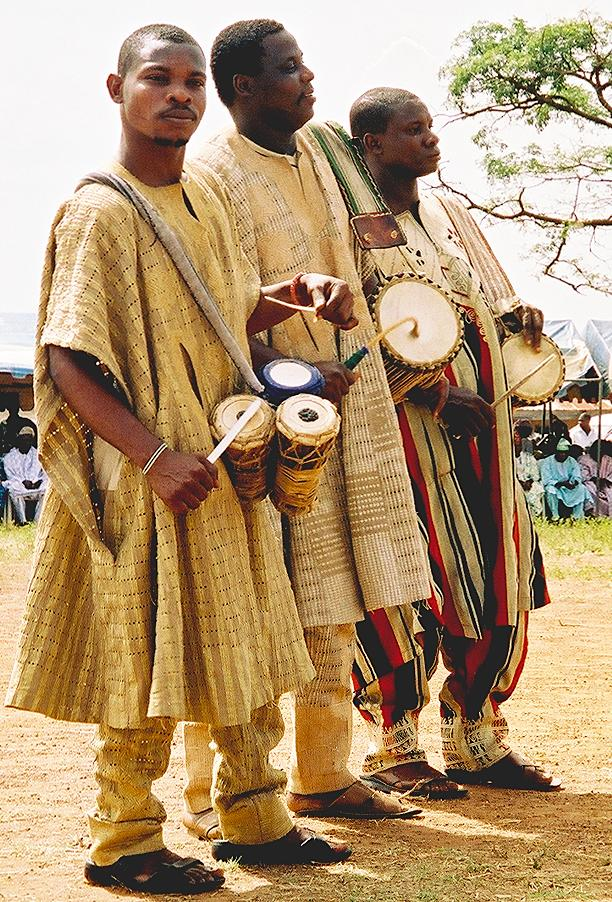
Percusionistas en una gran celebración por la llegada del agua corriente a su pueblo, Ijomu Oro, Estado de Kwara, Nigeria, en abril de 2004.

La música yoruba es el género musical tradicional del pueblo yoruba. Esta población tiene una avanzada tradición de percusión, con un uso característico de los tambores de tensión, en concreto del dundun. Estos conjuntos consisten en varios tambores de tensión de diferentes tamaños, junto con un gudugudu. El líder de un conjunto dundun es el iyalu, que utiliza el tambor “para hablar” imitando la tonalidad yoruba. Gran parte de la música yoruba está dedicada a los espíritus de la naturaleza y son devotos de Orishas y de la mitología yoruba.
La música yoruba se ha convertido en el componente más importante de la música popular nigeriana moderna, como resultado de su temprana influencia con formas europeas, islámicas y brasileñas. Estas influencias promovieron la importación de instrumentos de metal, música escrita, percusión islámica y de estilos traídos por los comerciantes brasileños. En la ciudad más poblada de Nigeria, Lagos, estas tradiciones multiculturales se unieron y se convirtieron en la raíz de la música popular nigeriana. Los estilos modernos tales como el fuji de Alhaji Sikiru Ayinde, el waka de Salawa Abeni y el sakara de Yusuf Olatunji derivan sobre todo de la música tradicional yoruba. Compositores de música clásica como Joshua Uzoigwe y Akin Euba han destacado en el panorama musical por su preferencia por la etnomusicología y su tendencia de utilizar en sus obras elementos de la música yoruba.

## Instrumentos
- agbe, un shaker
- ashiko
- apesi
- agidibo
- batá
- dundun
- goje
- bembe
- sekere
- saworo
- omele
- kannango
- gbedu
- gudugudu
- sakara
- agogô
- aro
- seli